# Villaescusa de Roa
Villaescusa de Roa és un municipi de la província de Burgos a la comunitat autònoma de Castella i Lleó. Forma part de la comarca de Ribera del Duero.

## Demografia
| 1991 |  | 1996 |  | 2001 |  | 2004 |
| ---- |  | ---- |  | ---- |  | ---- |
| 192  |  | 182  |  | 169  |  | 169  |